# Smętowo Chmieleńskie
Smętowo Chmieleńskie (kaszub. Chmieleńsczé Smãtowò) – wieś kaszubska w Polsce, położona w województwie pomorskim, w powiecie kartuskim, w gminie Kartuzy, na Pojezierzu Kaszubskim, na obrzeżach Kaszubskiego Parku Krajobrazowego przy drodze wojewódzkiej nr 228. W skład sołectwa wchodzi Szrotowo.
| SIMC    | Nazwa    | Rodzaj    |
| ------- | -------- | --------- |
| 0163618 | Szrotowo | część wsi |

W latach 1975–1998 miejscowość administracyjnie należała do województwa gdańskiego.